# Collegio uninominale Sicilia 1 - 05 (2020)
Il collegio elettorale uninominale Sicilia 1 - 05 è un collegio elettorale uninominale della Repubblica Italiana per l'elezione della Camera dei deputati.

## Territorio
Come previsto dalla legge n. 51 del 27 maggio 2019, il collegio è stato definito tramite decreto legislativo all'interno della circoscrizione Sicilia 1.
È formato dal territorio di 36 comuni della provincia di Agrigento: Agrigento, Alessandria della Rocca, Aragona, Bivona, Burgio, Calamonaci, Caltabellotta, Camastra, Campobello di Licata, Cattolica Eraclea, Cianciana, Comitini, Favara, Joppolo Giancaxio, Lampedusa e Linosa, Licata, Lucca Sicula, Menfi, Montallegro, Montevago, Naro, Palma di Montechiaro, Porto Empedocle, Raffadali, Ravanusa, Realmonte, Ribera, Sambuca di Sicilia, San Biagio Platani, Santa Elisabetta, Santa Margherita di Belice, Sant'Angelo Muxaro, Santo Stefano Quisquina, Sciacca, Siculiana e Villafranca Sicula.
Il collegio è parte del collegio plurinominale Sicilia 1 - 02.

## Eletti
| Elezione | Elezione | Deputato        | Partito      |
| -------- | -------- | --------------- | ------------ |
|          | 2022     | Calogero Pisano | Indipendente |

## Dati elettorali

### XIX legislatura
Come previsto dalla legge elettorale, 147 deputati sono eletti con sistema a maggioranza relativa in altrettanti collegi uninominali a turno unico.
| Candidati                                 | Candidati                 | Voti    | %     | Liste                          | Voti    | %     |
| ----------------------------------------- | ------------------------- | ------- | ----- | ------------------------------ | ------- | ----- |
|                                           | Calogero Pisano ✔️ Eletto | 53 777  | 37,81 | Fratelli d'Italia              | 23 744  | 16,70 |
| Forza Italia                              | Calogero Pisano ✔️ Eletto | 53 777  | 37,81 | 17 928                         | 12,61   |       |
| Lega per Salvini Premier                  | Calogero Pisano ✔️ Eletto | 53 777  | 37,81 | 9 986                          | 7,02    |       |
| Noi moderati/Lupi - Toti - Brugnaro - UDC | Calogero Pisano ✔️ Eletto | 53 777  | 37,81 | 2 119                          | 1,49    |       |
|                                           | Filippo Giuseppe Perconti | 41 689  | 29,31 | Movimento 5 Stelle             | 41 689  | 29,31 |
|                                           | Eleonora Maria Sciortino  | 23 520  | 16,54 | Partito Democratico-IDP        | 18 827  | 13,24 |
| Alleanza Verdi e Sinistra                 | Eleonora Maria Sciortino  | 23 520  | 16,54 | 1 897                          | 1,33    |       |
| +Europa                                   | Eleonora Maria Sciortino  | 23 520  | 16,54 | 1 665                          | 1,17    |       |
| Impegno Civico - Centro Democratico       | Eleonora Maria Sciortino  | 23 520  | 16,54 | 1 131                          | 0,80    |       |
|                                           | Roberto Battaglia         | 9 887   | 6,95  | Sud chiama Nord                | 9 887   | 6,95  |
|                                           | Leonardo Ciaccio          | 8 147   | 5,73  | Azione - Italia Viva - Calenda | 8 147   | 5,73  |
|                                           | Maurizio Michele Blò      | 2 430   | 1,71  | Italexit                       | 2 430   | 1,71  |
|                                           | Calogero Bavetta          | 1 460   | 1,03  | Italia Sovrana e Popolare      | 1 460   | 1,03  |
|                                           | Eleanna Durante           | 1 307   | 0,92  | Unione Popolare                | 1 307   | 0,92  |
| Totale                                    | Totale                    | 142 217 | 100   |                                | 142 217 | 100   |
|                                           |                           |         |       |                                |         |       |
| Voti non validi                           | Voti non validi           | 21 397  | 13,08 |                                |         |       |
| Votanti                                   | Votanti                   | 163 614 | 57,68 |                                |         |       |
| Elettori                                  | Elettori                  | 283 670 |       |                                |         |       |